# Oreophyton
Oreophyton là chi thực vật có hoa trong họ Cải.